# Chun-Li
Chun-Li (春麗T, 春丽S, ChūnlìP; チュンリー?) è un personaggio apparso per la prima volta nel picchiaduro Street Fighter II, secondo capitolo della serie Capcom Street Fighter.
Chun-Li è il primo personaggio femminile comparso nella saga e l'unico personaggio femminile del secondo capitolo; sebbene non sia forte quanto gli altri personaggi, è di gran lunga la più agile.
Secondo la biografia ufficiale della Capcom, Chun-Li è nata nella Repubblica Popolare Cinese il 1º marzo 1968. È alta 169 cm, il suo peso è invece sconosciuto, in quanto lei stessa si rifiuta di divulgarlo. È una tiratrice scelta (classificatasi sesta in una gara internazionale di tiro), le piacciono la frutta e i dolci europei.
Odia il crimine, le persone poco chiare e odia completamente M. Bison (Comandante Vega nella versione giapponese del gioco). Ama dire di sé: "I'm the strongest woman in the world!" ("Sono la donna più forte del mondo").

## Nome
Chun-Li non dispone di un cognome ufficiale. Alcune vecchie fonti ufficiali indicano in "Chung" il suo cognome; nella serie animata ad episodi Street Fighter II V e nel film Street Fighter - Sfida finale, Chun-Li ha come cognome "Zang"/"Zhang" o "Xiang" a seconda delle versioni. In entrambi casi, la Capcom non ha ufficialmente riconosciuto ciò.

## Biografia
Chun-Li nasce in Cina il 1º marzo del 1968, suo padre è un agente dell'Interpol. All'età di cinque anni, Chun-Li vede un film di Bruce Lee, grazie al quale si avvicina alle arti marziali. Gen, un amico del padre, le insegnerà i primi movimenti. Durante una missione suo padre sparisce e Gen le consiglia di investigare sulla Shadaloo, una potente e mortale organizzazione criminale. Lei affronta il perfido e arrogante capo della Shadaloo M. Bison, ma sconfitta nel combattimento è costretta a scappare. Bison promette di ucciderla, come ha fatto con suo padre, la prossima volta che s'incontreranno.
Chun-Li decide d'entrare nel comando dell'Interpol (ICPO - International Criminal Police Organization) per dare la caccia alla Shadaloo e prendersi la propria vendetta per la morte di suo padre.
Si unisce all'ufficiale AWOL USAF Charlie in una missione non autorizzata per abbattere la Shadaloo. Insieme a Guile, un sottoposto di Charlie, distruggono la base tailandese della Shadaloo, ma Charlie sacrifica la propria vita per impedire la fuga di Bison.
In seguito, Chun-Li riceve l'invito per il secondo torneo dei World Warrior, scoprendo così che Bison è sopravvissuto alla distruzione della base in Thailandia. L'esito del torneo non è mai stato chiarito.
Vi sono però importanti indizi che Chun-Li abbia guadagnato il diritto di affrontare Bison; di certo il combattimento però non ha luogo, in quanto Akuma annienta Bison prima del match grazie al suo Shun Goku Satsu.
Avuta in qualche modo la sua vendetta e costituita la pace, Chun-Li continua il suo lavoro di ufficiale di polizia, contribuendo allo smembramento della Shadaloo. Dopo il ritiro si dedica all'insegnamento delle arti marziali.

### Tecniche
- Hyakuretsukyaku: Nota anche come Lightning Legs o Lightning Kick. È il suo attacco più famoso, col quale, restando salda su una gamba, colpisce ripetutamente gli avversari muovendo l'altra gamba in aria ad alta velocità.
- Spinning Bird Kick: Chun-Li si alza in aria e si gira a testa in giù, formando un elicottero le cui pale sono le gambe.

Nella prima localizzazione americana ed europea di Street Fighter II questa tecnica era chiamata Whirlwind Kick (calcio Tromba d'Aria, forse per fare paragone con il Calcio Ciclone di Ryu e Ken), il nome è stato però abbandonato subito dopo.
- Sen'en Shuu: Evoluzione dello Spinning Bird Kick, utilizzato nella serie Alpha, le permette di partire in ambedue le direzioni. In Street Fighter III: 3rd Strike usa ambedue gli attacchi.
- Kikouken: Chun-Li spara un proiettile di ki.
- Tenshoukyaku: Chun-Li scalcia verso l'alto ripetutamente, per abbattere un nemico in volo.
- Senretsukyaku: La super-mossa originale, in cui calcia due volte l'avversario prima di effettuare un Hyakuretsukyaku.
- Kikoushou: Crea una gigantesca sfera di energia (ancor più grande nelle serie Marvel vs. Capcom e Street Fighter III). In Street Fighter EX 3 la versione più grande è chiamata Kikoushou: Kyoku.
- Hazan Tenshoukyaku: Analoga al Tenshoukyaku, ma con un maggior numero di calci.
- Houyoku Sen: Una variante del Senretsukyaku, che finisce in un calcio verticale, utilizzabile in Street Fighter III: 3rd Strike.
- Tensei Ranka: Evoluzione del Sen'en Shuu che permette un certo numero di calci verso l'alto. Non particolarmente utile, al massimo per attacchi a sorpresa.
- Shichisei Senkuu Kyaku: In Marvel vs. Capcom, Chun-Li una mossa simile al Shun Goku Satsu, un calcio aereo che causa l'apparire di un fulmine sullo sfondo, e di cinque caratteri cinesi sullo schermo. È utilizzabile anche in Tatsunoko contro Capcom.

## Attrici
Nel film Street Fighter - Sfida finale è interpretata dall'attrice Ming-Na e odia M. Bison in quanto ha ucciso suo padre il giorno in cui ha conquistato il suo villaggio uccidendo gran parte della popolazione.
Nel 2009 la 20th Century Fox ha distribuito Street Fighter - La leggenda, uno spin-off della saga di Street Fighter, con protagonista Chun-Li interpretata da Kristin Kreuk.

## Apparizioni
- Street Fighter II
- Street Fighter II: Champion Edition
- Street Fighter II Hyper (SF II Turbo in Occidente)
- Super Street Fighter II: The New Challenger
- Super Street Fighter II X: The Ultimate Challenger (SSF II Turbo in Occidente)
- Street Fighter Zero (Street Fighter Alpha in Occidente)
- Street Fighter Zero 2 (SF Alpha 2 in Occidente)
- Street Fighter Zero 2 Alpha (SF Alpha 2 Gold in Occidente)
- Street Fighter Zero 3 (Street Fighter Alpha 3 in Occidente)
- Street Fighter Zero 3 Upper (SF Alpha 3 Upper in Occidente)
- Street Fighter EX
- Street Fighter EX Plus Alpha
- Street Fighter EX 2
- Street Fighter EX 3
- X-Men vs. Street Fighter
- Marvel Super Heroes vs. Street Fighter
- Marvel vs. Capcom: Clash of Super Heroes (come Chun-Li e Shadow Lady)
- Street Fighter III: Third Strike
- Marvel vs. Capcom 2: New Age of Heroes
- Capcom vs. Snk: Millennium Fighters 2001
- Capcom vs. Snk Pro
- Capcom vs. Snk 2
- Snk vs. Capcom: SvC Chaos
- Namco x Capcom
- Tatsunoko vs Capcom
- Marvel vs. Capcom 3: Fate of Two Worlds
- Street Fighter IV
- Super Street Fighter IV
- Super Street Fighter IV: Arcade Edition
- Ultimate Marvel vs. Capcom 3
- Street Fighter x Tekken (in coppia con Cammy)
- Ultra Street Fighter IV
- Marvel vs. Capcom: Infinite
- Street Fighter V
- Street Fighter 6

## Accoglienza
Retrospettivamente, la rivista Famitsū ha classificato Chun-Li come la quarta eroina più famosa dei videogiochi degli anni '90.